# Carmela Corren

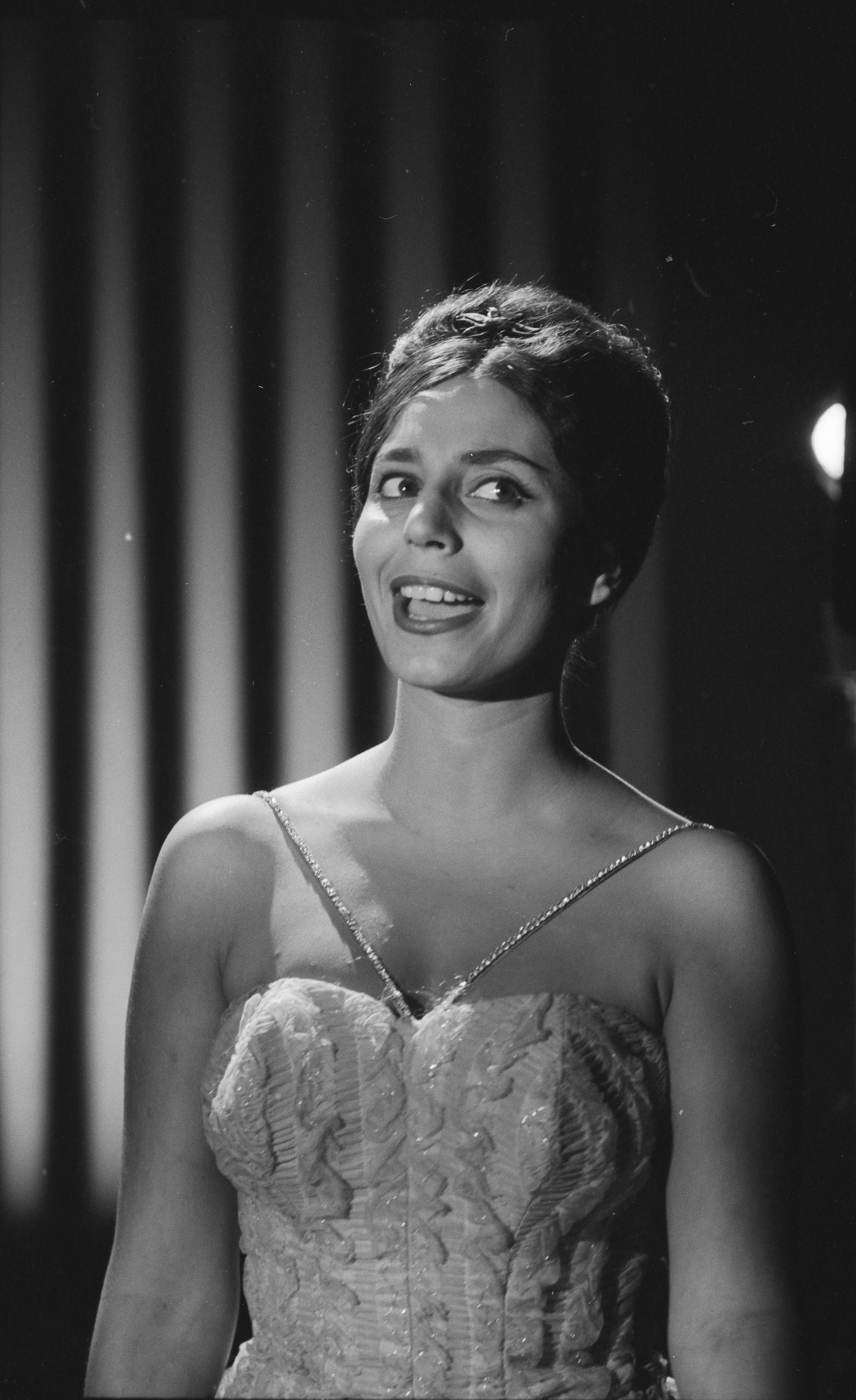
Carmela Corren (1960)

Carmela Corren (hebräisch כרמלה קורן; geboren am 13. Februar 1938 als Carmela Bizman in Tel Aviv; gestorben am 15. Januar 2022 in Hollywood (Florida)) war eine israelische Schlagersängerin und Schauspielerin.

## Biografie und künstlerischer Werdegang
Carmela Corren wollte von frühester Kindheit an Tänzerin werden und begann im Alter von 15 Jahren eine entsprechende Ausbildung in Israel. Wegen einer Verletzung konnte sie allerdings den Tanzsport nicht mehr ausüben und wechselte zum Singen. Der amerikanische Fernsehproduzent Ed Sullivan entdeckte sie 1956 während eines Engagements in Jerusalem. Carmela leistete zu dieser Zeit gerade ihren Militärdienst in der israelischen Armee ab. Der Entertainer überredete sie und brachte sie nach New York in seine Show. Sie ging mit Cliff Richard auf Tournee durch Südafrika und sang in englischen Clubs. Später spielte die Künstlerin in mehreren Musik- und Heimatfilmen sowie Fernsehproduktionen mit.
Mit Beginn der 1960er Jahre wurde Corren auch in Deutschland, der Schweiz und in Österreich bekannt. Sie sang zuerst für das Label Ariola, wechselte 1966 zu Vogue und 1968 zu Decca. Mit dem Lied Eine Rose aus Santa Monica erreichte sie bei den Deutschen Schlager-Festspielen 1962 in Baden-Baden den siebten Platz. Die Platte hielt sich danach mehrere Wochen in den Hitparaden. Corren hatte damit ihren größten Erfolg und erreichte den Durchbruch auf dem deutschsprachigen Schlagermarkt. Im Jahr 1963 vertrat sie mit dem Titel Vielleicht geschieht ein Wunder Österreich beim Eurovision Song Contest in London, bei dem sie den siebten Platz erreichte.
Mitte der 1960er Jahre erschien bei Ariola ihre erste LP in Deutschland: Carmela Corren International mit Liedern, Balladen, Chansons und Evergreens in deutscher, englischer, französischer, spanischer und griechischer Sprache. 1974 erschien die LP Raindrops, mit Liedern von Burt Bacharach in hebräischer Sprache. 1979 folgte eine Disco-Version des hebräischen Volksliedes Hava Nagila.
Von 1966 bis 1970 war die Sängerin mit dem Musikproduzenten Horst Geiger verheiratet und lebte in München. Aus der kurzen Ehe gingen eine Tochter und ein Sohn hervor. Seit den 1980er Jahren lebte die wieder verheiratete Corren weitgehend vom Showgeschäft zurückgezogen in Florida. In seltenen Fällen sang sie auf jüdischen Festen.

## Diskografie (Singles)

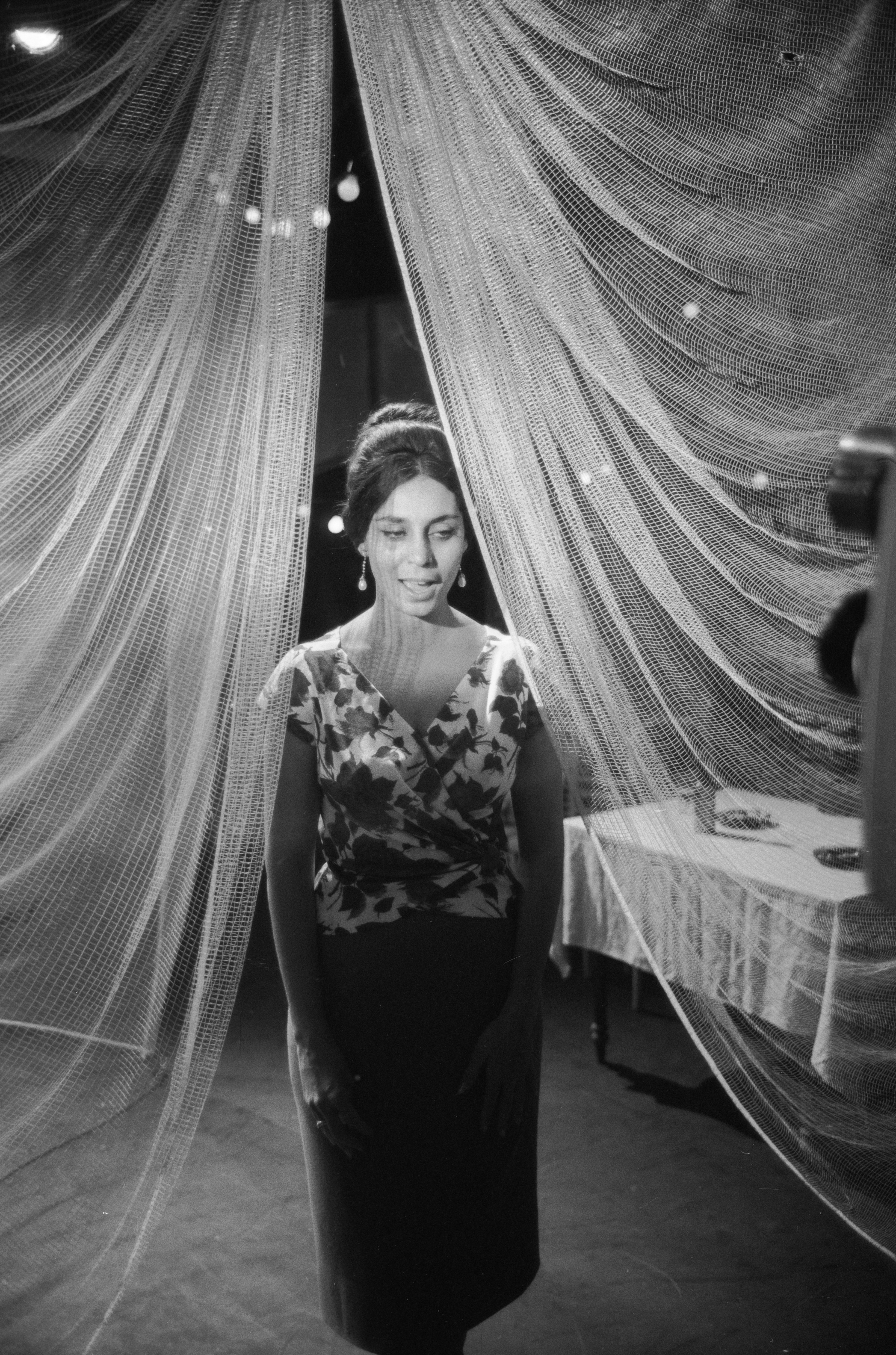
Carmela Corren (1960)

| A / B-Seite                                                          | Katalog-Nr. | Veröffentlichung |
| -------------------------------------------------------------------- | ----------- | ---------------- |
|                                                                      | Ariola      |                  |
| Sei nicht traurig, geliebte Mama / Immer geht das Leben weiter       | 45141       | Juni 1961        |
| Eine Rose aus Santa Monica / Irgendwie geht es immer weiter          | 45270       | Februar 1962     |
| Die Nacht ist so schön / Wann kommt der Tag                          | 45269       | Juni 1962        |
| Hava Naghila / Mein Shtetele Belz                                    | 45344       | Juli 1962        |
| Surabaya / Blauer Wind von Mexiko                                    | 45434       | November 1962    |
| Der feine Gentleman / Dreh’ dich nicht um                            | 45453       | Dezember 1962    |
| Vielleicht geschieht ein Wunder / Always You                         | 10218       | Mai 1963         |
| Wer in deine Augen sieht / Drei weiße Segel                          | 10220       | Mai 1963         |
| Rosen haben Dornen / Mandolino, sing                                 | 10358       | Oktober 1963     |
| Einmal reicht das Glück uns seine Hände / Das Lied das wir gesungen  | 10610       | März 1964        |
| Es kommt alles einmal wieder / In deinen Armen ist die Welt so schön | 10756       | August 1964      |
| Abschiednehmen tut so weh / Ich brauch’ nicht viel zum Glück         | 18002       | Januar 1965      |
| Einmal kommst du wieder / Komm schau mich an                         | 18214       | Juni 1965        |
| Mama Jamaica / Adios, Adios                                          | 18458       | August 1965      |
| Heut oder Morgen / Solang’ man träumen kann                          | 18748       | April 1966       |
|                                                                      | Vogue       |                  |
| Verzeih mir / Die Liebe fängt mit träumen an                         | 14584       | Dezember 1966    |
| Alles war ein Traum / Sag ihm nicht                                  | 14613       | März 1967        |
| Eine glutrote Rose / Donna Donna                                     | 14652       | September 1967   |
|                                                                      | Decca       |                  |
| Heiß wie die Sonne / Die Ouvertüre ist vorüber                       | 19957       | Oktober 1968     |
| Ich breche alle Brücken ab / Die Tür steht offen                     | 19971       | Februar 1969     |

## Chartplatzierungen

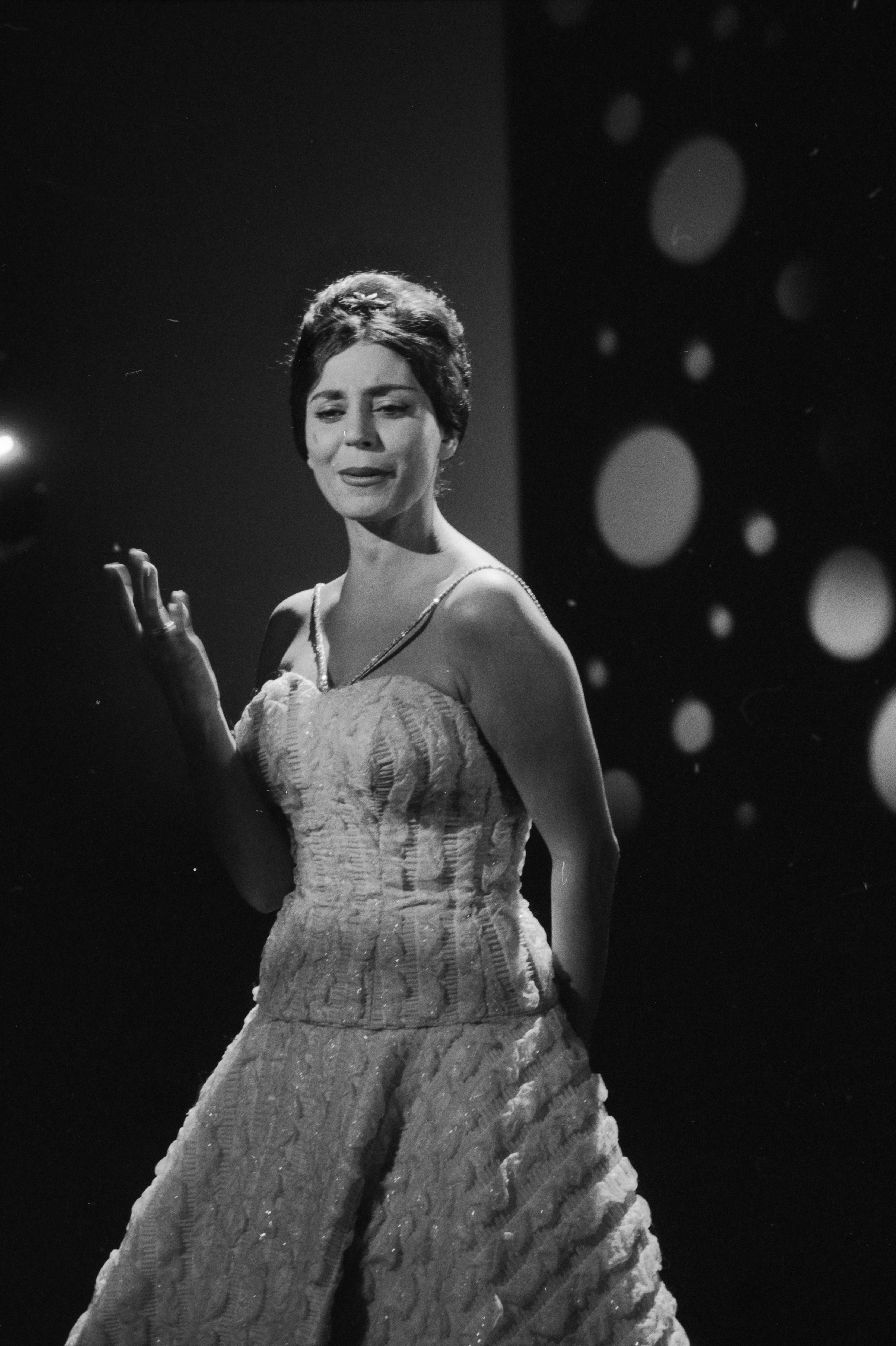
Carmela Corren (1960)

| Jahr | Titel Album                               | Höchstplatzierung, Gesamtwochen/‑monate, AuszeichnungChartsChartplatzierungen (Jahr, Titel, Album, Platzierungen, Wochen/Monate, Auszeichnungen, Anmerkungen) | Anmerkungen |
| Jahr | Titel Album                               | DE | Anmerkungen |
| ---- | ----------------------------------------- | --- | ----------- |
| 1961 | Sei nicht traurig, geliebte Mama –        | DE24 (3 Mt.)DE |             |
| 1962 | Eine Rose aus Santa Monica –              | DE3 (5 Mt.)DE |             |
| 1962 | Wann kommt der Tag –                      | DE19 (3 Mt.)DE |             |
| 1962 | Die Nacht ist so schön –                  | DE40 (1 Mt.)DE |             |
| 1962 | Surabaya –                                | DE24 (3 Mt.)DE |             |
| 1963 | Drei weiße Segel –                        | DE43 (1 Mt.)DE |             |
| 1963 | Wer in deine Augen sieht –                | DE43 (2 Mt.)DE |             |
| 1963 | Rosen haben Dornen –                      | DE8 (5 Mt.)DE |             |
| 1964 | Einmal reicht uns das Glück seine Hände – | DE29 (2 Mt.)DE |             |
| 1964 | Es kommt alles einmal wieder –            | DE26 (1 Mt.)DE |             |
| 1965 | Abschiednehmen tut so weh –               | DE16 (1½ Mt.)DE |             |
| 1965 | Einmal da kommst du wieder –              | DE34 (½ Mt.)DE |             |

## Filmografie (Auswahl)
- 1962: Drei Liebesbriefe aus Tirol
- 1962: Tanze mit mir in den Morgen
- 1962: Zwischen Schanghai und St. Pauli
- 1962: Sein bester Freund
- 1963: Sing, aber spiel nicht mit mir
- 1963: Hochzeit am Neusiedler See
- 1967: Das Kriminalmuseum (Fernsehserie) – Kaliber 9